# Vikingfjord

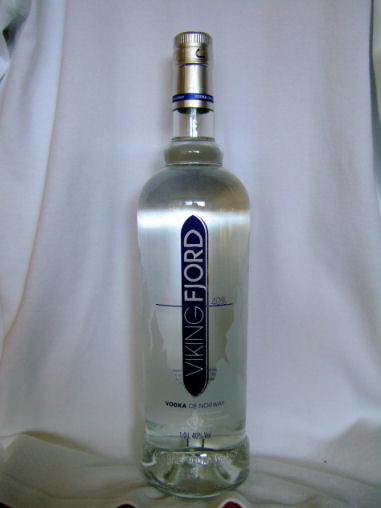
Vikingfjord

Vikingfjord är en norsk vodka som blev lanserad i Norge under 1980-talet av det norska Vinmonopolet.
Vodkan finns i antingen naturell smak, eller med smak av äpple, blåbär eller citrusfrukt.
Vikingfjord produceras av Arcus AS.